# Wedi (Fluss)
Der Wedi (armenisch Վեդի) ist ein linker Nebenfluss des Aras in der armenischen Provinz Ararat.
Der Wedi entspringt im Süden des Geghamgebirges. Er fließt anfangs ein kurzes Stück nach Süden, wendet sich dann aber für seinen restlichen Verlauf nach Westsüdwest. Er durchfließt den Ort Urtsadzor und die Stadt Wedi. Er erreicht die Aras-Ebene. Er passiert noch die Orte Aygavan und Yeghegnavan, bevor er in den Aras mündet. Der Wedi hat eine Länge von 58 km. Sein Einzugsgebiet umfasst 633 km². Der mittlere Abfluss beträgt 1,84 m³/s.